# العلاقات الأوغندية الأمريكية
العلاقات الأوغندية الأمريكية هي العلاقات الثنائية التي تجمع بين أوغندا والولايات المتحدة.

## مقارنة بين البلدين
هذه مقارنة عامة ومرجعية للدولتين:
| وجه المقارنة                                              | أوغندا                        | الولايات المتحدة                                                                                                  |
| --------------------------------------------------------- | ----------------------------- | --- |
| المساحة (كم2)                                             | 241.04 ألف                    | 9.83 مليون |
| عدد السكان (نسمة)                                         | 42.86 مليون                   | 311.58 مليون |
| الكثافة السكانية (ن./كم²)                                 | 177.81                        | 31.7 |
| العاصمة                                                   | كامبالا                       | واشنطن العاصمة |
| اللغة الرسمية                                             | لغة إنجليزية، اللغة السواحلية | لغة إنجليزية |
| العملة                                                    | شيلينغ أوغندي                 | دولار أمريكي |
| الناتج المحلي الإجمالي (بليون دولار)                      | 25.89 مليار                   | 19.39 تريليون |
| الناتج المحلي الإجمالي (تعادل القوة الشرائية) بليون دولار | 72.25 مليار                   | 18.04 تريليون |
| الناتج المحلي الإجمالي الاسمي للفرد دولار أمريكي          | 705                           | 56.12 ألف |
| الناتج المحلي الإجمالي للفرد دولار أمريكي                 | 1.77 ألف                      | 54.63 ألف |
| مؤشر التنمية البشرية                                      | 0.483                         | 0.920 |
| رمز المكالمات الدولي                                      | +256                          | +1 |
| رمز الإنترنت                                              | .ug                           | .us، حكومة، .mil، Edu.                                                                                            |
| المنطقة الزمنية                                           | ت ع م+03:00                   | توقيت ساموا الأمريكية، توقيت أطلنطي موحد، منطقة زمنية وسطى، توقيت ألاسكا ‏، المنطقة الزمنية الجبلية، توقيت تشامرو ‏ |

## منظمات دولية مشتركة
يشترك البلدان في عضوية مجموعة من المنظمات الدولية، منها:
| علم المنظمة | اسم المنظمة                               | تاريخ انضمام أوغندا | تاريخ انضمام الولايات المتحدة |
| ----------- | ----------------------------------------- | ------------------- | ----------------------------- |
|             | وكالة ضمان الاستثمار متعدد الأطراف        | 10 يونيو 1992       | 12 أبريل 1988                 |
|             | الاتحاد الدولي للاتصالات                  | 8 مارس 1963         | 1 يوليو 1908                  |
|             | يونسكو                                    | 9 نوفمبر 1962       | 4 نوفمبر 1946                 |
|             | البنك الإفريقي للتنمية                    | ?                   | ?                             |
|             | الأمم المتحدة                             | 25 أكتوبر 1962      | 24 أكتوبر 1945                |
|             | المركز الدولي لتسوية المنازعات الاستشارية | 14 أكتوبر 1966      | 14 أكتوبر 1966                |
|             | البنك الدولي للإنشاء والتعمير             | 27 سبتمبر 1963      | 27 ديسمبر 1945                |
|             | مؤسسة التمويل الدولية                     | 27 سبتمبر 1963      | 20 يوليو 1956                 |
|             | منظمة الشرطة الجنائية الدولية             | ?                   | ?                             |
|             | مؤسسة التنمية الدولية                     | 27 سبتمبر 1963      | 24 سبتمبر 1960                |
|             | الاتحاد البريدي العالمي                   | ?                   | ?                             |
|             | منظمة حظر الأسلحة الكيميائية              | ?                   | ?                             |
|             | الفريق المعني برصد الأرض                  | ?                   | ?                             |
|             | منظمة التجارة العالمية                    | ?                   | ?                             |

## وصلات خارجية
- موقع وزارة الخارجية الأوغندية
- موقع وزارة الخارجية الأمريكية